# 조 패닉
조지프 매슈 패닉(영어: Joseph Matthew Panik, 1990년 10월 30일 ~ )은 조 패닉(영어: Joe Panik)이라는 이름으로 알려져 있는 미국의 야구 선수로, 메이저 리그에 소속된 토론토 블루제이스의 2루수이다.